# Celles, Cantal
Celles är en kommun i departementet Cantal i regionen Auvergne-Rhône-Alpes i mitten av Frankrike. Kommunen ligger  i kantonen Murat som ligger i arrondissementet Saint-Flour. År 2022 hade Celles 217 invånare.

## Befolkningsutveckling
Antalet invånare i kommunen Celles
Referens:INSEE